# Aderus delamarei
Aderus delamarei é uma espécie de inseto besouro da família Aderidae. Foi descrita cientificamente por Maurice Pic em 1946.

## Distribuição geográfica
Habita na Costa do Marfim.